# Montblanc (Hérault)
Pour les articles homonymes, voir Mont Blanc (homonymie).
Montblanc [mɔ̃.blɑ̃] (en occitan [mun(t).'blank]) est une commune française située dans le sud du département de l'Hérault, en région Occitanie.
Exposée à un climat méditerranéen, elle est drainée par le Libron, la Thongue, la Lène, Fossé Maïré, le ruisseau de Laval et par divers autres petits cours d'eau. La commune possède un patrimoine naturel remarquable composé de trois zones naturelles d'intérêt écologique, faunistique et floristique.
Montblanc est une commune rurale qui compte 2 896 habitants en 2022, après avoir connu une forte hausse de la population depuis 1962. Elle est dans l'unité urbaine de Montblanc et fait partie de l'aire d'attraction de Béziers. Ses habitants sont appelés les Montblanais et Montblanaises.

## Géographie

### Localisation
Le village se situe à 12 km de Béziers et de Pézenas ainsi qu'à 50 km de Montpellier.
Le territoire communal est séparé en deux parties distinctes formant grossièrement un « 8 », reliées entre elles par un corridor d'environ 300 mètres de large qui sépare les communes de Béziers et Saint-Thibéry. La partie « nord » comprend le village, traversé par la route départementale D 18 ainsi que l'autoroute A75. La partie « sud », beaucoup moins urbanisée et plus sauvage, comprend le château de Coussergues, le centre de tri et de valorisation de Valorsys et est traversée par l'autoroute A9 où on retrouve l'aire de service de Béziers-Montblanc.

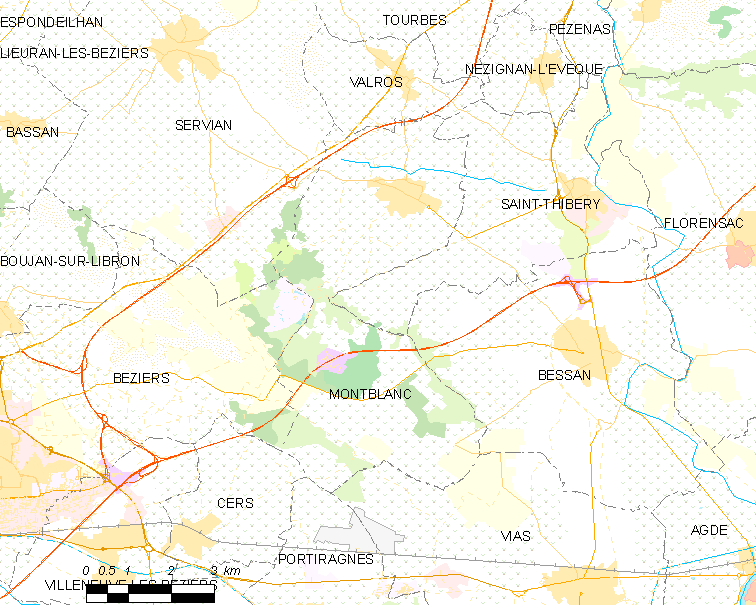
Carte.

### Communes limitrophes
| Servian | Valros      | Saint-Thibéry |
| Béziers | Montblanc   | Bessan        |
| Cers    | Portiragnes | Vias          |

### Hydrographie
La commune est arrosée par la Lène, cours d'eau de 17,3 km, affluent de la Thongue. Leur confluence est située dans cette commune.

### Voies de communication et transports
Le village est situé entre les deux autoroutes A9 et A75. Il est traversé par la départementale D 18.

### Climat
Pour des articles plus généraux, voir Climat de l'Occitanie et Climat de l'Hérault.
En 2010, le climat de la commune est de type climat méditerranéen franc, selon une étude s'appuyant sur une série de données couvrant la période 1971-2000. En 2020, Météo-France publie une typologie des climats de la France métropolitaine dans laquelle la commune est exposée à un climat méditerranéen et est dans la région climatique  Provence, Languedoc-Roussillon, caractérisée par une pluviométrie faible en été, un très bon ensoleillement (2 600 h/an), un été chaud (21,5 °C), un air très sec en été, sec en toutes saisons, des vents forts (fréquence de 40 à 50 % de vents > 5 m/s) et peu de brouillards.
Pour la période 1971-2000, la température annuelle moyenne est de 14,8 °C, avec une amplitude thermique annuelle de 16 °C. Le cumul annuel moyen de précipitations est de 609 mm, avec 5,4 jours de précipitations en janvier et 2,3 jours en juillet. Pour la période 1991-2020, la température moyenne annuelle observée sur la station météorologique la plus proche, située sur la commune de Tourbes à 6 km à vol d'oiseau, est de 15,2 °C et le cumul annuel moyen de précipitations est de 607,5 mm,. Pour l'avenir, les paramètres climatiques de la commune estimés pour 2050 selon différents scénarios d'émission de gaz à effet de serre sont consultables sur un site dédié publié par Météo-France en novembre 2022.

### Milieux naturels et biodiversité

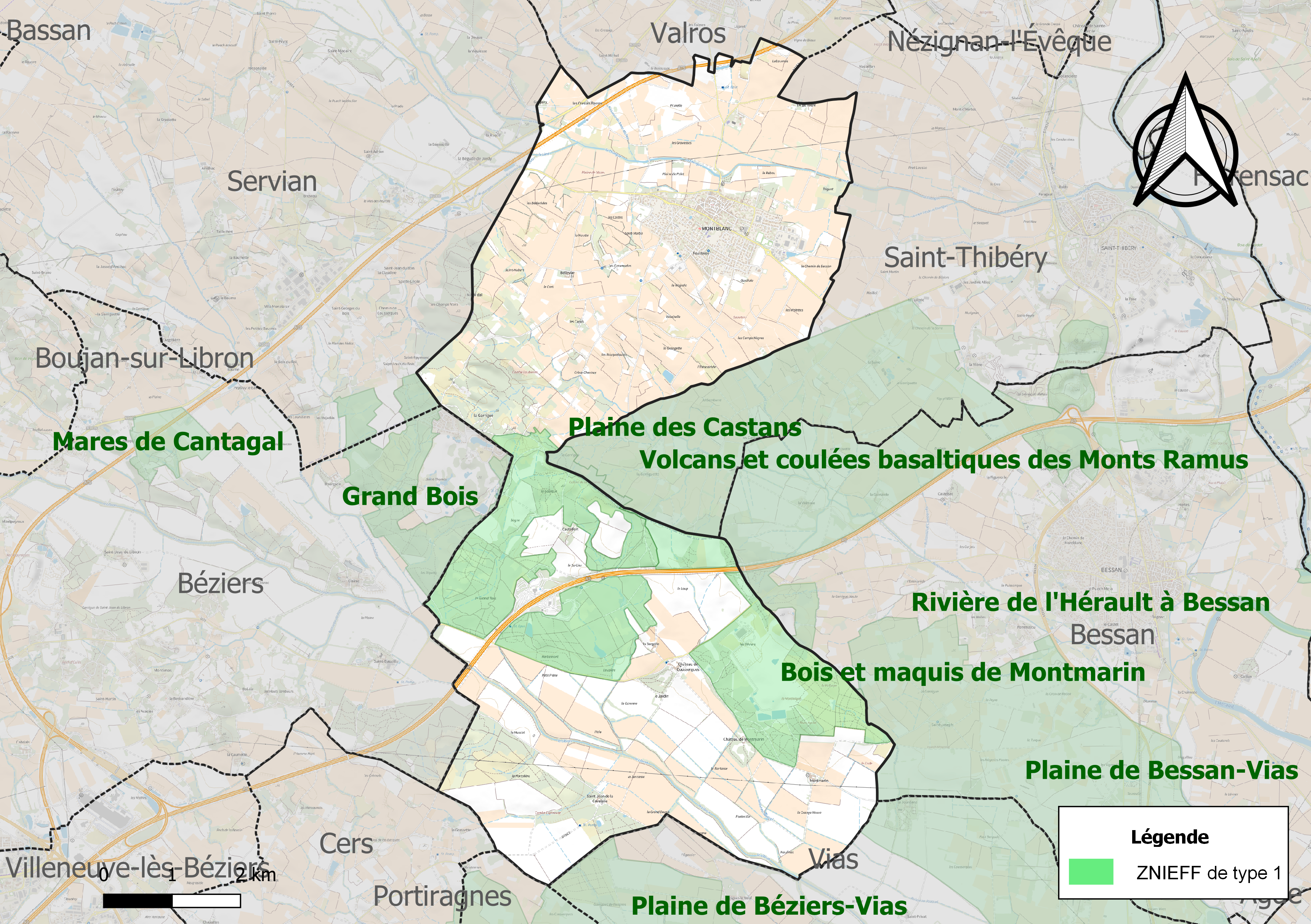
Carte des ZNIEFF de type 1 localisées sur la commune.

L’inventaire des zones naturelles d'intérêt écologique, faunistique et floristique (ZNIEFF) a pour objectif de réaliser une couverture des zones les plus intéressantes sur le plan écologique, essentiellement dans la perspective d’améliorer la connaissance du patrimoine naturel national et de fournir aux différents décideurs un outil d’aide à la prise en compte de l’environnement dans l’aménagement du territoire.
Trois ZNIEFF de type 1 sont recensées sur la commune :
- les « bois et maquis de Montmarin » (208 ha), couvrant 2 communes du département[8] ;
- les « Grand bois » (472 ha), couvrant 4 communes du département[9],
- la « plaine des Castans » (776 ha), couvrant 3 communes du département[10] ;

## Urbanisme

### Typologie
Au 1er janvier 2024, Montblanc est catégorisée bourg rural, selon la nouvelle grille communale de densité à sept niveaux définie par l'Insee en 2022.
Elle appartient à l'unité urbaine de Montblanc, une unité urbaine monocommunale constituant une ville isolée,. Par ailleurs la commune fait partie de l'aire d'attraction de Béziers, dont elle est une commune de la couronne,. Cette aire, qui regroupe 53 communes, est catégorisée dans les aires de 50 000 à moins de 200 000 habitants,.

### Occupation des sols
L'occupation des sols de la commune, telle qu'elle ressort de la base de données européenne d’occupation biophysique des sols Corine Land Cover (CLC), est marquée par l'importance des territoires agricoles (69,7 % en 2018), en diminution par rapport à 1990 (72,4 %). La répartition détaillée en 2018 est la suivante : 
cultures permanentes (61,3 %), milieux à végétation arbustive et/ou herbacée (11,4 %), forêts (10,6 %), terres arables (8,4 %), zones urbanisées (4,4 %), mines, décharges et chantiers (2,3 %), zones industrielles ou commerciales et réseaux de communication (1,4 %), espaces verts artificialisés, non agricoles (0,1 %). L'évolution de l’occupation des sols de la commune et de ses infrastructures peut être observée sur les différentes représentations cartographiques du territoire : la carte de Cassini (XVIIIe siècle), la carte d'état-major (1820-1866) et les cartes ou photos aériennes de l'IGN pour la période actuelle (1950 à aujourd'hui).

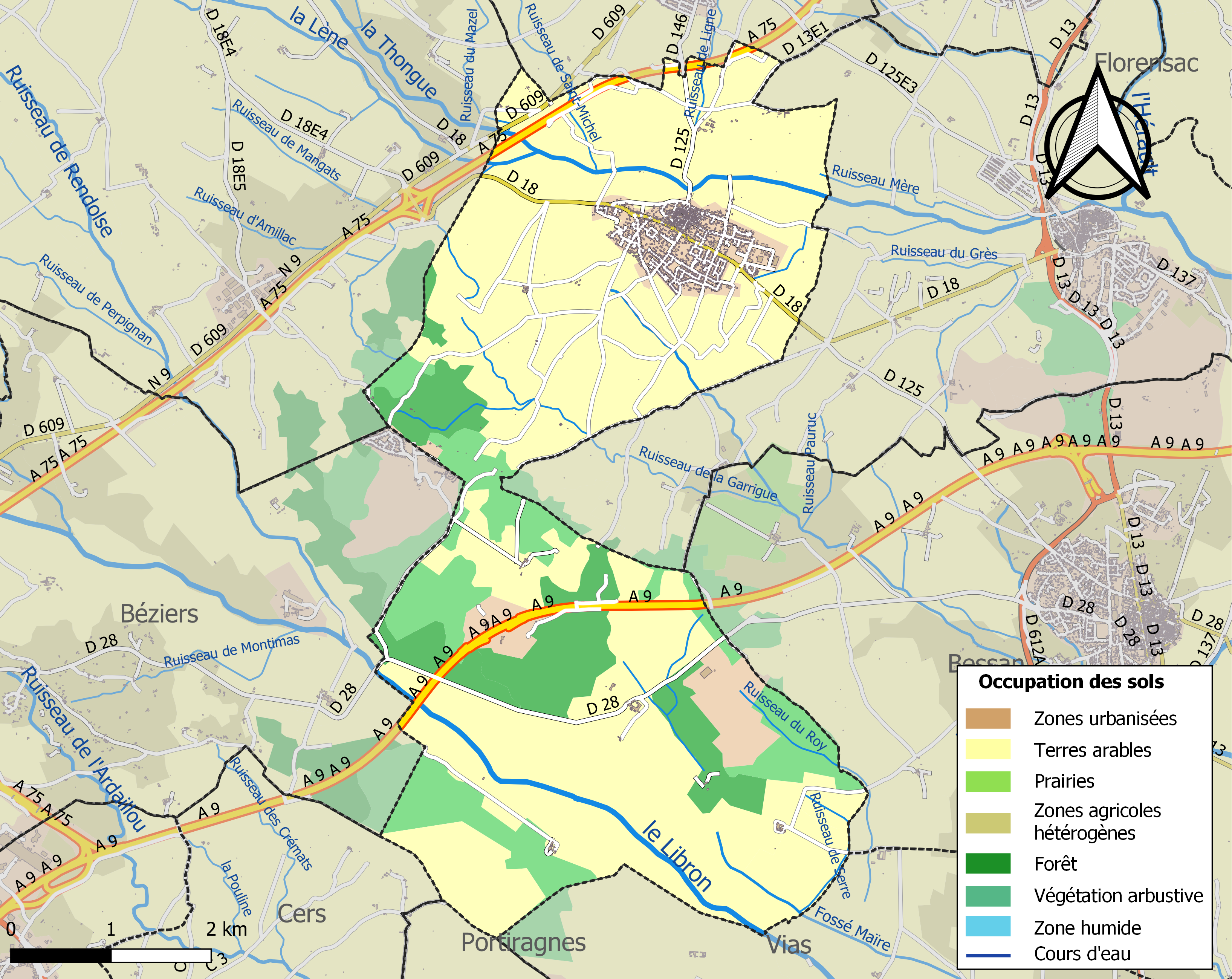
Carte des infrastructures et de l'occupation des sols de la commune en 2018 (CLC).

### Risques majeurs
Le territoire de la commune de Montblanc est vulnérable à différents aléas naturels : météorologiques (tempête, orage, neige, grand froid, canicule ou sécheresse), inondations, feux de forêts et séisme (sismicité faible). Il est également exposé à un risque technologique,  le transport de matières dangereuses. Un site publié par le BRGM permet d'évaluer simplement et rapidement les risques d'un bien localisé soit par son adresse soit par le numéro de sa parcelle.

#### Risques naturels
Certaines parties du territoire communal sont susceptibles d’être affectées par le risque d’inondation par débordement de cours d'eau, notamment le Libron, la Thongue et la Lène. La commune a été reconnue en état de catastrophe naturelle au titre des dommages causés par les inondations et coulées de boue survenues en 1982, 1986, 1993, 1994, 1996, 2005, 2014 et 2019,.
Montblanc est exposée au risque de feu de forêt. Un plan départemental de protection des forêts contre les incendies (PDPFCI) a été approuvé en juin 2013 et court jusqu'en 2022, où il doit être renouvelé. Les mesures individuelles de prévention contre les incendies sont précisées par deux arrêtés préfectoraux et s’appliquent dans les zones exposées aux incendies de forêt et à moins de 200 mètres de celles-ci. L’arrêté du 25 avril 2002 réglemente l'emploi du feu en interdisant notamment d’apporter du feu, de fumer et de jeter des mégots de cigarette dans les espaces sensibles et sur les voies qui les traversent sous peine de sanctions. L'arrêté du 11 mars 2013 rend le débroussaillement obligatoire, incombant au propriétaire ou ayant droit,.

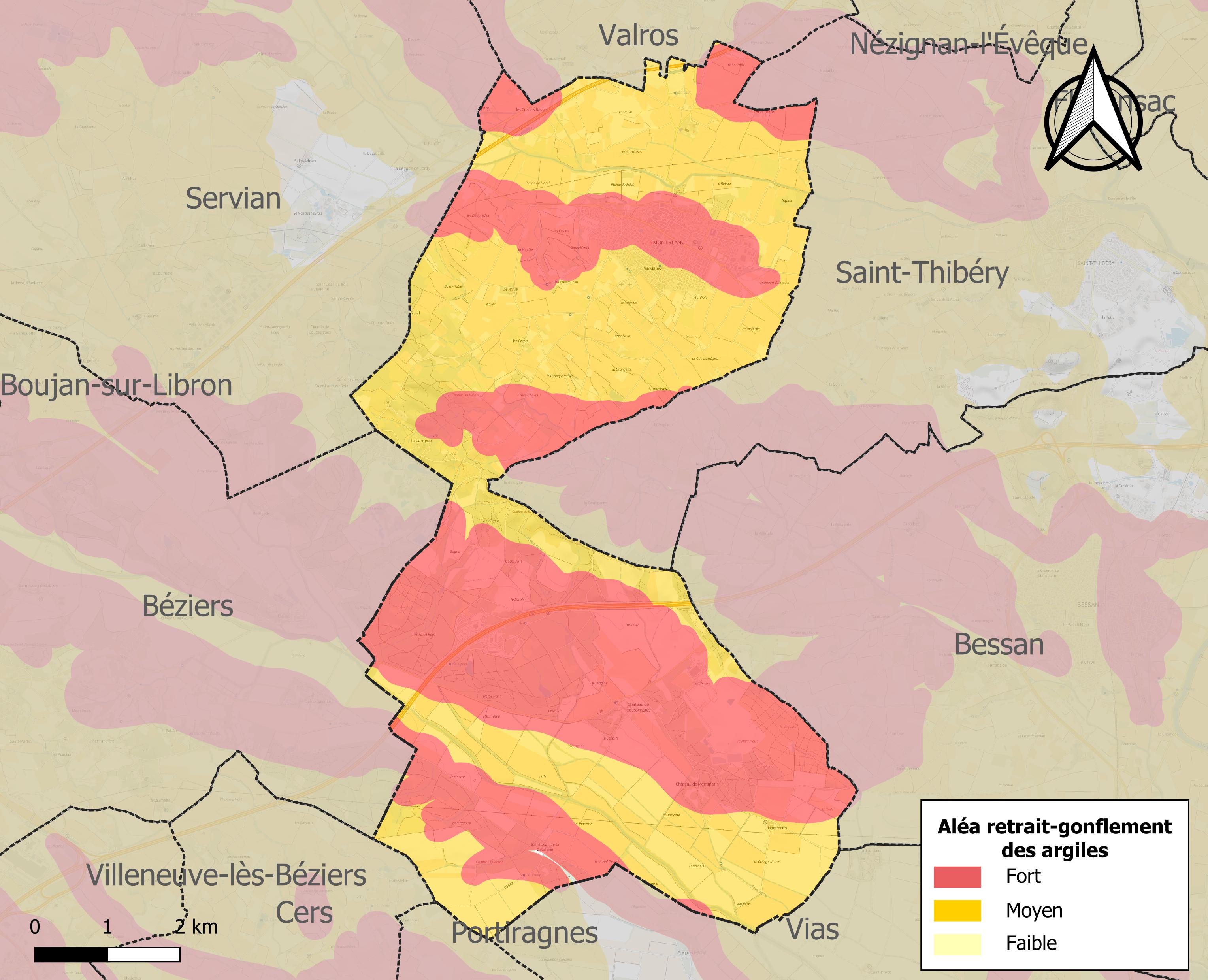
Carte des zones d'aléa retrait-gonflement des sols argileux de Montblanc.

Le retrait-gonflement des sols argileux est susceptible d'engendrer des dommages importants aux bâtiments en cas d’alternance de périodes de sécheresse et de pluie. 99,9 % de la superficie communale est en aléa moyen ou fort (59,3 % au niveau départemental et 48,5 % au niveau national). Sur les 1 239 bâtiments dénombrés sur la commune en 2019, 1 239 sont en aléa moyen ou fort, soit 100 %, à comparer aux 85 % au niveau départemental et 54 % au niveau national. Une cartographie de l'exposition du territoire national au retrait gonflement des sols argileux est disponible sur le site du BRGM,.
Par ailleurs, afin de mieux appréhender le risque d’affaissement de terrain, l'inventaire national des cavités souterraines permet de localiser celles situées sur la commune.

#### Risques technologiques
Le risque de transport de matières dangereuses sur la commune est lié à sa traversée par des infrastructures routières ou ferroviaires importantes ou la présence d'une canalisation de transport d'hydrocarbures. Un accident se produisant sur de telles infrastructures est susceptible d’avoir des effets graves sur les biens, les personnes ou l'environnement, selon la nature du matériau transporté. Des dispositions d’urbanisme peuvent être préconisées en conséquence.

## Toponymie
Les plus anciennes mentions du nom sont : de Monte blanco (1178), Montemblancum (1210), de Monte blanco (1216), de Monteblanco, castrum de Monte-albo (1247-1248), etc. Étymologie : Mont + blanc, mot d'origine germanique.

## Histoire
Pendant la Révolution, la commune absorbe celle de Coussergues. Deux sociétés révolutionnaires sont créées par les habitants à quelques jours d'intervalle, l’une en décembre 1792, baptisée « société des amis de la constitution » (20 membres) et l’autre en janvier 1793, la « société populaire des amis de la liberté et de l’égalité », avec 86 membres. Au total, la proportion de citoyens membres d'une société ou de l’autre est très élevée.

## Politique et administration

### Liste des maires
| Période      | Période         | Identité          | Étiquette           | Qualité                              |
| ------------ | --------------- | ----------------- | ------------------- | ------------------------------------ |
| 1946         | 25 juillet 1949 | Édouard Barthe    | Gauche démocratique | sénateur, mort en fonction           |
| 21 août 1949 | mai 1953        | Aimé Pastre       |                     |                                      |
| 10 mai 1953  | mars 1956       | Édouard Roussouly |                     |                                      |
| mars 1956    | mars 1965       | Gustave Gély      |                     |                                      |
| mars 1965    | mars 1989       | Émilien Soulié    | PCF                 |                                      |
| mars 1989    | 30 avril 2016   | Richard Nouguier  | RPR-UMP puis LR     | Agriculteur, décédé le 30 avril 2016 |
| mai 2016     | En cours        | Claude Allingri   | RPR-UMP puis LR     | Chef d'entreprise                    |

### Jumelages
Montblanc est jumelée avec
- Montblanc (Catalogne) (Espagne)

## Population et société

### Démographie
L'évolution du nombre d'habitants est connue à travers les recensements de la population effectués dans la commune depuis 1793. Pour les communes de moins de 10 000 habitants, une enquête de recensement portant sur toute la population est réalisée tous les cinq ans, les populations de référence des années intermédiaires étant quant à elles estimées par interpolation ou extrapolation. Pour la commune, le premier recensement exhaustif entrant dans le cadre du nouveau dispositif a été réalisé en 2008.

En 2022, la commune comptait 2 896 habitants, en évolution de +2,26 % par rapport à 2016 (Hérault : +7,49 %, France hors Mayotte : +2,11 %).
| 1793 | 1800 | 1806  | 1821  | 1831  | 1836  | 1841  | 1846  | 1851  |
| ---- | ---- | ----- | ----- | ----- | ----- | ----- | ----- | ----- |
| 867  | 976  | 1 123 | 1 216 | 1 203 | 1 196 | 1 231 | 1 243 | 1 326 |

| 1856  | 1861  | 1866  | 1872  | 1876  | 1881  | 1886  | 1891  | 1896  |
| ----- | ----- | ----- | ----- | ----- | ----- | ----- | ----- | ----- |
| 1 289 | 1 305 | 1 386 | 1 355 | 1 492 | 1 525 | 1 545 | 1 664 | 1 784 |

| 1901  | 1906  | 1911  | 1921  | 1926  | 1931  | 1936  | 1946  | 1954  |
| ----- | ----- | ----- | ----- | ----- | ----- | ----- | ----- | ----- |
| 2 016 | 1 848 | 1 803 | 1 823 | 1 756 | 1 825 | 1 651 | 1 497 | 1 453 |

| 1962  | 1968  | 1975  | 1982  | 1990  | 1999  | 2006  | 2008  | 2013  |
| ----- | ----- | ----- | ----- | ----- | ----- | ----- | ----- | ----- |
| 1 487 | 1 567 | 1 601 | 1 643 | 1 857 | 2 136 | 2 443 | 2 530 | 2 802 |

| 2018  | 2022  | - | - | - | - | - | - | - |
| ----- | ----- | - | - | - | - | - | - | - |
| 2 863 | 2 896 | - | - | - | - | - | - | - |

## Économie

### Revenus
En 2018, la commune compte 1 156 ménages fiscaux, regroupant 2 763 personnes. La médiane du revenu disponible par unité de consommation est de 20 530 € (20 330 € dans le département). 45 % des ménages fiscaux sont imposés (45,8 % dans le département).

### Emploi
|                | 2008   | 2013   | 2018   |
| -------------- | ------ | ------ | ------ |
| Commune        | 6,9 %  | 10,7 % | 11,3 % |
| Département    | 10,1 % | 11,9 % | 12 %   |
| France entière | 8,3 %  | 10 %   | 10 %   |

En 2018, la population âgée de 15 à 64 ans s'élève à 1 650 personnes, parmi lesquelles on compte 70,7 % d'actifs (59,3 % ayant un emploi et 11,3 % de chômeurs) et 29,3 % d'inactifs,. En  2018, le taux de chômage communal (au sens du recensement) des 15-64 ans est inférieur à celui du département, mais supérieur à celui de la France, alors qu'en 2008 il était inférieur à celui de la France.
La commune fait partie de la couronne de l'aire d'attraction de Béziers, du fait qu'au moins 15 % des actifs travaillent dans le pôle,. Elle compte 720 emplois en 2018, contre 638 en 2013 et 529 en 2008. Le nombre d'actifs ayant un emploi résidant dans la commune est de 997, soit un indicateur de concentration d'emploi de 72,2 % et un taux d'activité parmi les 15 ans ou plus de 50,3 %.
Sur ces 997 actifs de 15 ans ou plus ayant un emploi, 268 travaillent dans la commune, soit 27 % des habitants. Pour se rendre au travail, 86,3 % des habitants utilisent un véhicule personnel ou de fonction à quatre roues, 1,3 % les transports en commun, 8,7 % s'y rendent en deux-roues, à vélo ou à pied et 3,7 % n'ont pas besoin de transport (travail au domicile).

### Activités hors agriculture

#### Secteurs d'activités
255 établissements sont implantés  à Montblanc au 31 décembre 2019. Le tableau ci-dessous en détaille le nombre par secteur d'activité et compare les ratios avec ceux du département,.
| Secteur d'activité                                                                                        | Commune | Commune | Département |
| Secteur d'activité                                                                                        | Nombre  | %       | %           |
| --- | ------- | ------- | ----------- |
| Ensemble                                                                                                  | 255     | 100 %   | (100 %)     |
| Industrie manufacturière, industries extractives et autres                                                | 31      | 12,2 %  | (6,7 %)     |
| Construction                                                                                              | 49      | 19,2 %  | (14,1 %)    |
| Commerce de gros et de détail, transports, hébergement et restauration                                    | 63      | 24,7 %  | (28 %)      |
| Information et communication                                                                              | 2       | 0,8 %   | (3,3 %)     |
| Activités financières et d'assurance                                                                      | 8       | 3,1 %   | (3,2 %)     |
| Activités immobilières                                                                                    | 17      | 6,7 %   | (5,3 %)     |
| Activités spécialisées, scientifiques et techniques et activités de services administratifs et de soutien | 32      | 12,5 %  | (17,1 %)    |
| Administration publique, enseignement, santé humaine et action sociale                                    | 32      | 12,5 %  | (14,2 %)    |
| Autres activités de services                                                                              | 21      | 8,2 %   | (8,1 %)     |

Le secteur du commerce de gros et de détail, des transports, de l'hébergement et de la restauration est prépondérant sur la commune puisqu'il représente 24,7 % du nombre total d'établissements de la commune (63 sur les 255 entreprises implantées  à Montblanc), contre 28 % au niveau départemental.

#### Entreprises et commerces
Les cinq entreprises ayant leur siège social sur le territoire communal qui génèrent le plus de chiffre d'affaires en 2020 sont : 
- Peintures Innova SA, fabrication de peintures, vernis, encres et mastics (8 823 k€)
- STI Ram, fabrication de carrosseries et remorques (5 590 k€)
- Les Jardins D'eulalie, hébergement médicalisé pour personnes âgées (2 521 k€)
- Financiere Stiram, activités des sociétés holding (587 k€)
- Vinadventure, activités des sociétés holding (403 k€)

### Agriculture
La commune est dans la « Plaine viticole », une petite région agricole occupant la bande côtière du département de l'Hérault. En 2020, l'orientation technico-économique de l'agriculture  sur la commune est la viticulture.
|               | 1988  | 2000  | 2010  | 2020  |
| ------------- | ----- | ----- | ----- | ----- |
| Exploitations | 196   | 137   | 84    | 69    |
| SAU (ha)      | 1 753 | 1 602 | 1 274 | 1 088 |

Le nombre d'exploitations agricoles en activité et ayant leur siège dans la commune est passé de 196 lors du recensement agricole de 1988  à 137 en 2000 puis à 84 en 2010 et enfin à 69 en 2020, soit une baisse de 65 % en 32 ans. Le même mouvement est observé à l'échelle du département qui a perdu pendant cette période 67 % de ses exploitations,. La surface agricole utilisée sur la commune a également diminué, passant de 1753 ha en 1988 à 1088 ha en 2020. Parallèlement la surface agricole utilisée moyenne par exploitation a augmenté, passant de 9 à 16 ha.

## Culture locale et patrimoine

### Lieux et monuments
L'église Sainte-Eulalie

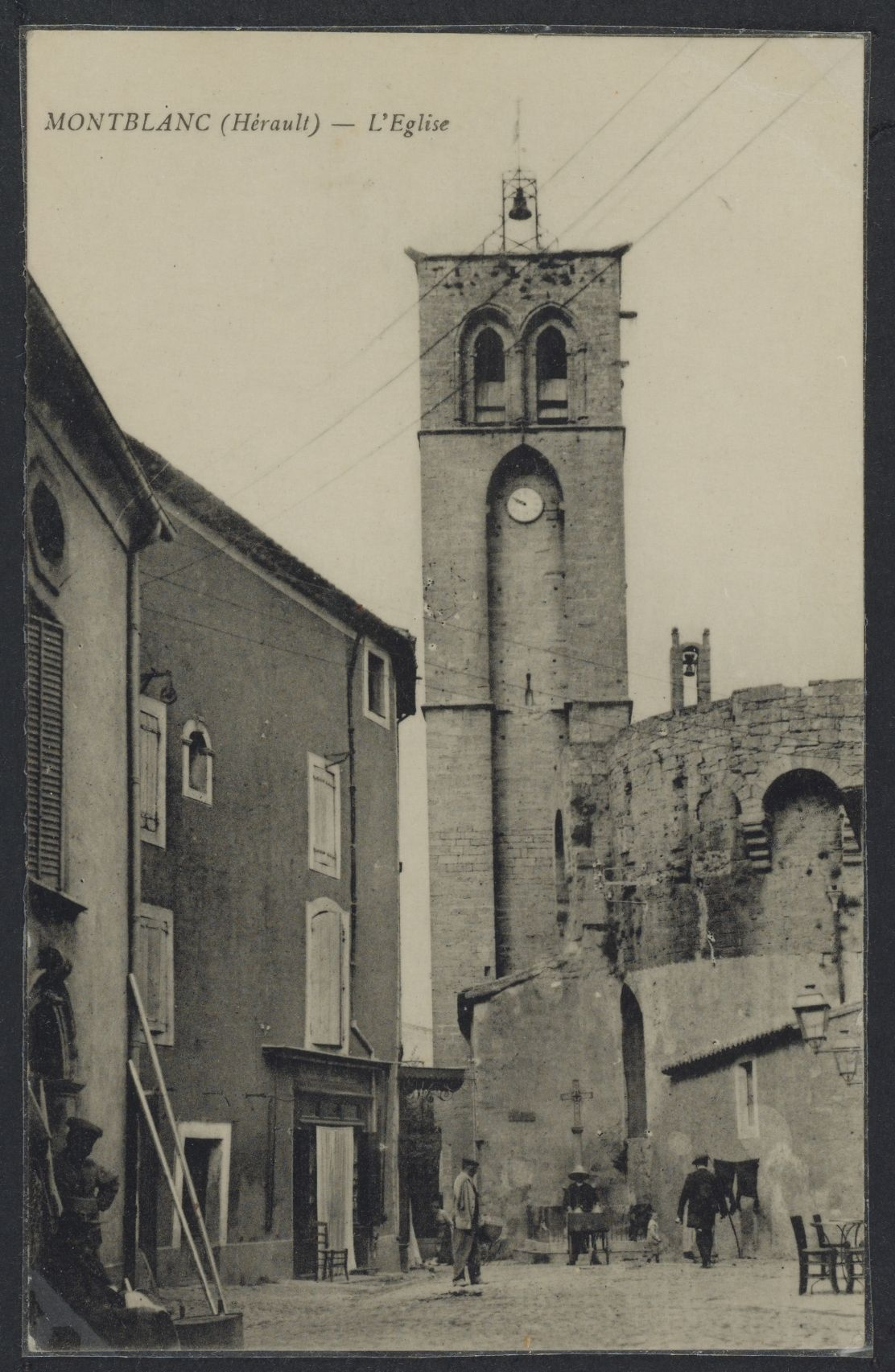
Carte postale de l'église, 1916

Dans la plaine du Bas-Languedoc, Montblanc est un village typiquement méditerranéen. Le vieux centre médiéval, avec ses rues étroites et ses porches voûtés, est groupé autour de l'église paroissiale Sainte-Eulalie.
Les premières mentions de cette église figurent dans quatre documents des XIIe et XIIIe siècles :
- Une bulle du 27 avril 1153 du pape Eugène III par laquelle le Saint-Siège prend sous sa protection les biens de l'évêché de Béziers.
- Une charte de 1156 relative à un différend entre l'abbé de Villemagne et l'évêque de Béziers.
- Une bulle du 11 février 1179 du pape Alexandre III.
- Une bulle du 22 novembre 1216 du pape Honorius III.

Les premières constructions représentées par la nef centrale, édifice roman rigoureusement quadrangulaire, seraient antérieurs au XIe siècle. Au XIIe siècle, le chœur est édifié en forme de cul-de-four" et l'ensemble est relié à une fortification entourant la place du Château-Vieux. Durant les XIIe et XIIIe siècles, la commune fait construire la tour de l'église (le clocher) pour permettre aux guetteurs du haut de ses 35 m de surveiller l'arrivée des pillards, ce qui explique la présence de mâchicoulis et de créneaux.
À l'intérieur, on remarquera, les chapelles des XIVe et XVe siècles, la chaire à prêcher en bois et marbres datée de 1730 ainsi que l'imposant maître autel.
L'édifice a été classé au titre des monuments historiques en 1987.
Le four banal
Le four banal est situé au centre du vieux village, au fond d'un enclos. Édifié durant le Moyen Âge, il a pris son aspect actuel en 1610 et 1662.
Sous l'Ancien Régime, les Montblanais allaient y faire cuire leur pain. La Révolution supprima les banalités, mais le four banal reprit vie en 1814 jusqu'au début du XXe siècle.
Son aspect primitif lui a été redonné en 1999. Il est le témoin de la vie de tous les jours des anciens Montblanais. Bien
La maison consulaire

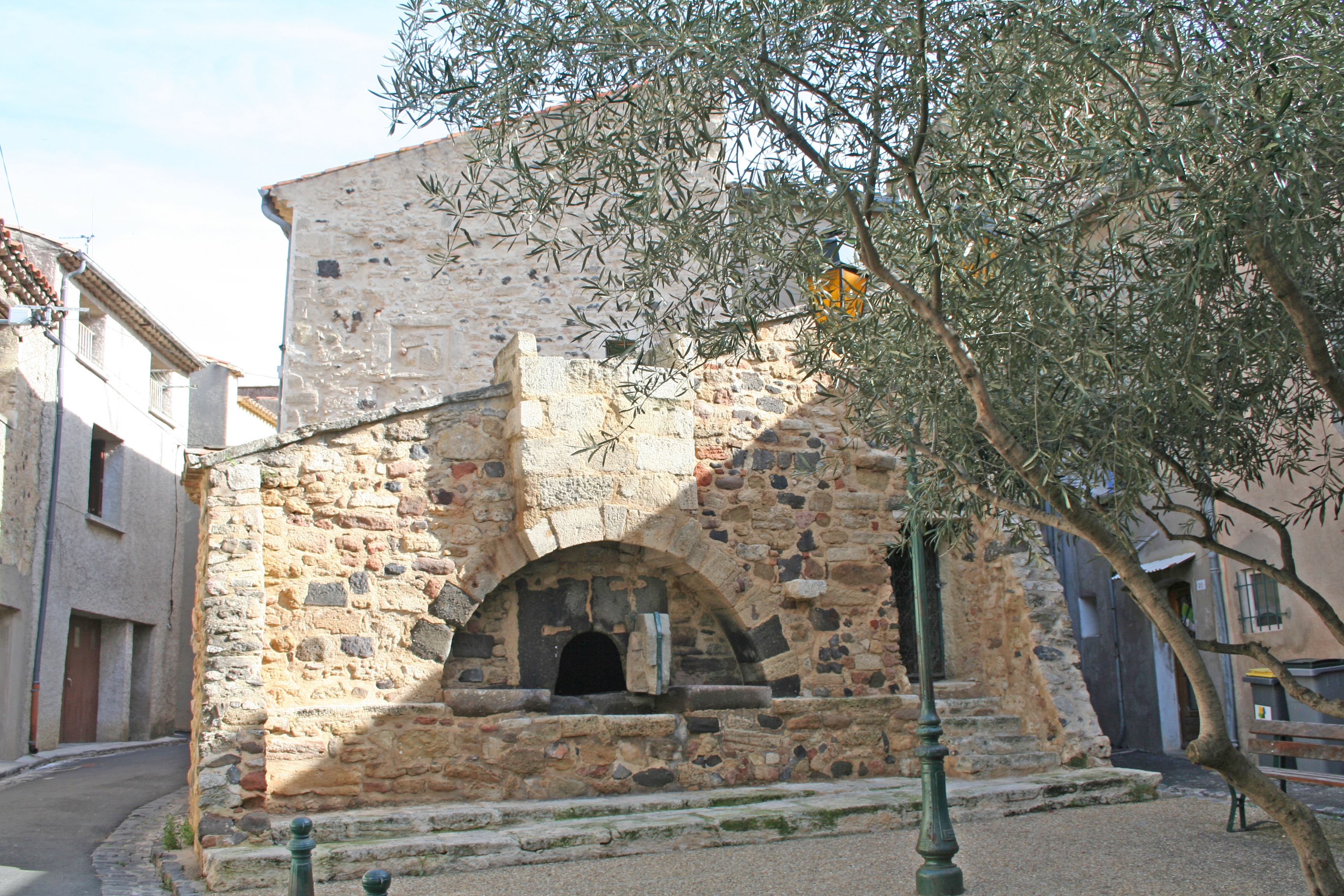
Four banal.

La maison consulaire est construite en 1664 par les consuls Gasc et Dijous, à l'emplacement des pressoirs vinaires à l'avant du mur du Château Vieux. La maison consulaire ou maison de ville a été le centre de la vie municipale jusqu'à la Révolution.
Les Consuls, compétents dans toutes les affaires de la vie quotidienne, partageaient le pouvoir avec le seigneur du lieu. Ils étaient élus chaque année par les chefs de familles. Ils se réunissaient dans la salle du premier étage. Le rez-de-chaussée voûté servait de halle. Son pilier d'angle servit longtemps de pilori.
La tour du château
La tour du château est le seul vestige du château féodal jouxtant l'église. Elle domine le village, flanquée de deux mâchicoulis voûtés en plein cintre selon l'art lombard du haut Moyen Âge. Un autre château de style Renaissance fut construit au XVe siècle de l'autre côté de l'église. S'y arrêtèrent en 1533, François Ier et la reine Éléonore de Habsbourg, sœur de Charles Quint. Aujourd'hui, il est propriété privée.
La Fontaine Vieille
La Fontaine Vieille est un débouché de la canalisation par conduit voûté d'une source située à l'est du village, elle coule encore de nos jours. Le tympan de son arc ogival porte gravée une inscription malaisément lisible : "D O M ".
Ce conduit de fontaine a été fait par "Étienne, 1667".
Le musée
Le musée est créé en 1929 au sein même de la mairie. Il comporte des tableaux d'inspirations diverses. Réaménagé en 2001, une meilleure utilisation de l'espace permet la découverte plus aisée des nombreuses œuvres d'art agencées avec un goût certain.

### Héraldique
|  | Les armoiries de Montblanc se blasonnent ainsi : D'azur, au pairle losangé d'argent et de gueules. |

### Personnalités liées à la commune
M. Henri Adolphe Pieyre de Boussuges, mort en 1909 à Montblanc (département de l'Hérault - France), député.

### Fonds d'archives
- Fonds : Archives communales déposées de Montblanc (1603-1989) [14,14 ml].  Cote : 166 EDT. Montpellier : Archives départementales de l'Hérault (présentation en ligne).